# КМФ Славија Источно Сарајево
Клуб малог фудбала Славија је клуб из Источног Сарајева који се тренутно такмичи у првој лиги Српске пошто су у сезони 2012/13 били побједници Друге футсал лиге РС. Својеврстан дерби малог фудбала у Источном Сарајеву, представљају утакмице два градска клуба малог фудбала, Славије и Танга.

## Историја клуба
Клуб је основан 2011. године као секција при фудбалском клубу Славија и представља један од најмлађих клубова у Источном Сарајеву. Своје утакмице КМФ Славија игра у Дворани Славија у Источном Новом Сарајеву, и најмлађи је клуб у Спортском друштву Славија. У сезони 2014/2015. клуб се такмичио у Првој лиги Српске, гдје ће се такмичити и сљедеће сезоне.

## Навијачка група
Навијачка група која прати све клубове Спортског друштва Славија су СОКОЛОВИ. Утакмица 16-ине финала фудбалског купа против Зрињског у јесен 2001. је утакмица на којој се први пут организовано навијало за Славију. Група узима име Соколови због повезаности некадашњег СД Славија са Српским соколским друштвом. Поред тога што Соколови прате сваку утакмицу на Славијином стадиону и у Славијиној дворани, група такође прати утакмице Славије и на страни.